# Paul Fratellini
Paul Fratellini, född 1877 i Catania, död 1940 i Le Perreux-sur-Marne, var en italiensk varieté- och cirkusartist.

## Biografi
Paul Fratellini var son till en artist som tillsammans med sin familj turnerade runt om i Europa. Barnen utbildades i den gammalitalienska varietéskolans alla finesser och utmärkte sig särskilt för akrobatisk talang, grace och mimisk begåvning. Tre av bröderna specialiserade sig efterhand som clowner i en slags commedia dell'artestil och nådde stor popularitet. Dessa, de Tre Fratellini, kom att turnera tillsammans på världens främsta cirkus- och varietéscener med Cirque Médrano i Paris som sin främsta arena. Paul Fratellini, som var den äldste av bröderna, spelade i clowntrion roller av den alltid korrekte, orubbligt hövlige gentlemannen, som därför utsattes av de två övrigas löje och fick motta örfilarna. Figuren, kallad Contre-Auguste, gjorde Paul Fratellini och hans bröder anspråk på att ha skapat. De gjorde sig kända för en storartad välgörenhet. Paul Fratellini ägde ett mycket värdefullt antikvariskt bibliotek.